# Кеннеди Шрайвер, Юнис

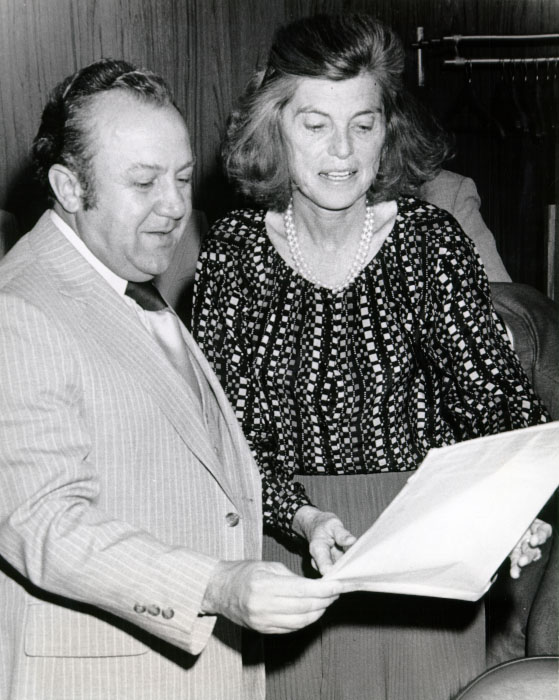
Юнис Шрайвер и Зураб Церетели

Юнис Кеннеди Шрайвер (англ. Eunice Kennedy Shriver, 10 июля 1921 — 11 августа 2009) — американская активистка, представительница семьи Кеннеди, организатор и первоосновательница первых международных специальных Олимпийских игр для людей, страдающих умственной отсталостью.

## Биография
Представительница знаменитой династии Кеннеди, Юнис родилась в Бруклайне, штат Массачусетс, и была пятым по счёту ребёнком в большой семье.
Получила социологическое образование в Стэнфордском университете, во время Второй мировой войны работала в Государственном департаменте, затем в Министерстве юстиции США, где занималась вопросами подростковой преступности, работала социальным работником в женской тюрьме, в приюте для нуждающихся в помощи подростков, в суде по делам несовершеннолетних.
Затем она заинтересовалась социальными проблемами людей с различными умственными отклонениями и свою дальнейшую деятельность посвятила их решению.
23 мая 1953 года она обвенчалась с Сарджентом Шрайвером, впоследствии видным членом Демократической партии США, кандидатом в вице-президенты от этой партии, а также сенатором штата Массачусетс (с 1973 года). В этом браке было рождено пятеро детей.
В 1960 году Юнис Кеннеди активно помогала своему старшему брату Джону Кеннеди в организации и проведении успешной президентской избирательной кампании.
В июне 1963 года она открыла в своем доме в Мэриленде летний дневной лагерь для детей и взрослых с нарушением интеллекта  — для того чтобы изучить их способности к различным видам спорта и физкультуры. Вся её работа по этому направлению вылилась в итоге в организацию первых международных Специальных Олимпийских Игр, которые состоялись в июле 1968 года на Воинском поле в Чикаго. В декабре того же года была создана Специальная Олимпиада, получившая статус благотворительной организации. В 1988 году на XV Зимних олимпийских играх в Калгари президент Международного олимпийского комитета Хуан Антонио Самаранч подписал с Юнис Кеннеди соглашение, согласно которому Специальная Олимпиада получила право использовать в своем названии слово «олимпийский». С тех пор Специальные Игры имеют статус Олимпийских, и проводятся до настоящего времени.
Главная заслуга Юнис в том, что она смогла доказать: регулярные занятия физической культурой, участие в соревнованиях помогают умственно отсталым людям приобретать навыки труда и коллективных осознанных действий, учат их выступать целенаправленно и организованно. Это создает возможности для постепенной адаптации к реальным жизненным условиям и интеграции в общество.
За активную благотворительную деятельность, президент США Рональд Рейган в 1984 году наградил Юнис Кеннеди высшей государственной наградой США  — медалью Свободы.
В последние годы жизни, несмотря на преклонный возраст и тяжёлую болезнь (страдала болезнью Аддисона), продолжала участвовать в социальной жизни страны. В возрасте 88 лет, незадолго до смерти была доставлена в клинику городка Хайаннис (штат Массачусетс) в критическом состоянии, где вскоре и скончалась от эндокринной болезни Аддисона.

## Семья
Юнис Кеннеди Шрайвер была пятым ребёнком Джозефа и Розы Кеннеди, трое её братьев — также политические деятели США:
- Роберт Фрэнсис Кеннеди (1925–1968) — генеральный прокурор США с 1961 по 1964, сенатор США от штата Нью-Йорк с 1965 года по момент смерти.
- Джон Фицджеральд Кеннеди (1917–1963) — 35-й президент США с 1961 года по момент смерти.
- Эдвард Мур Кеннеди (1932–2009) — сенатор США от штата Массачусетс (с 1962).

Она была замужем за Робертом Сарджентом Шрайвером (1915–2011), видным политиком США от демократической партии, от которого имела пятерых детей:
- Роберт Сарджент Шрайвер III (родился в 1954).
- Мария Оувингс Шрайвер (родилась в 1955) — журналистка, бывшая первая леди Калифорнии, с 1986 по 2011— жена известного актёра и экс-губернатора штата Калифорния, Арнольда Шварценеггера.
- Тимоти Перри Шрайвер (родился в 1957).
- Марк Кеннеди Шрайвер (родился в 1964).
- Антони Пол Кеннеди Шрайвер (родился в 1965).

Всего у Юнис Шрайвер было пятеро детей и 13 внуков.

## Личность
По воспоминаниям Жаклин Кеннеди, её свёкор Джозеф Кеннеди говорил о своей дочери: «Конкуренция движет нами. Это относилось и к женщинам. Фактически Юнис была более энергична, чем Джек и Бобби. Если бы она была мужчиной, то стала бы президентом».